# Tit Sicini Sabí
Tit Sicini Sabí (en llatí: Titus Sicinius Sabinus) va ser un magistrat romà del segle V aC. Era de la branca patrícia de la gens Sicínia. Dionís d'Halicarnàs l'anomena Titus Sicci (Titus Siccius).
Va ser elegit cònsol l'any 487 aC junt amb Gai Aquil·li Tusc i va fer la guerra contra els volscs aconseguint els honors del triomf segons diuen els Fasti Capitolini. Més tard va ser legat del cònsol Marc Fabi Vibulà l'any 480 aC.